# Conus monilifer
Espèce
Conus monilifer est une espèce de mollusques gastéropodes marins de la famille des Conidae.
Comme toutes les espèces du genre Conus, ces escargots sont prédateurs et venimeux. Ils sont capables de « piquer » les humains et doivent donc être manipulés avec précaution, voire pas du tout.

## Description
La taille de la coquille varie entre 35 mm et 50 mm.

## Distribution
Cette espèce marine est présente au large de l'Équateur.

## Taxonomie

### Publication originale
L'espèce Conus monilifer a été décrite pour la première fois en 1833 par le naturaliste britannique William John Broderip dans « Proceedings of the Zoological Society of London »,.

### Synonymes
- Conus (Dauciconus) monilifer Broderip, 1833 · appellation alternative
- Conus ferrugatus G. B. Sowerby I, 1834 · non accepté
- Conus selectus A. Adams, 1855 · non accepté
- Gradiconus monilifer (Broderip, 1833) · non accepté